# Château de Trausnitz
 (décembre 2020).
Si vous disposez d'ouvrages ou d'articles de référence ou si vous connaissez des sites web de qualité traitant du thème abordé ici, merci de compléter l'article en donnant les références utiles à sa vérifiabilité et en les liant à la section « Notes et références ».
Le château de Trausnitz est un château médiéval situé en Bavière en Allemagne. Il est un musée de l'État de Bavière avec une collection d'art médiévale et renaissance.
Il se dresse au sommet d'un éperon rocheux escarpé (alt. 500 m), le Hofberg, situé au centre de Landshut, au milieu des collines des Préalpes bavaroises. Il surplombe ainsi à la fois le quartier de Berg-ob-Landshut et la vallée de l'Isar. Le château est entouré de bois, et à l'est par les jardins de Hofgarten, qui étaient autrefois ceux du château Burg et qui furent donnés en 1837 aux concitoyens de Landshut pour en faire des jardins publics. Les jardins ducaux, au Nord-est, ont été réaménagés à la française par Friedrich Ludwig von Sckell et son frère Matthias en 1784.
Le premier château a été construit par le duc Louis Ier de Bavière qui a déménagé sa résidence de Wartenberg, où le château a brûlé, à Landshut en 1204. Après la partition du duché parmi ses fils, Landshut devint la résidence du duché de Basse-Bavière de 1255 à 1340, et du duché de Bavière-Landshut de 1353 à 1503. Puis il devint une deuxième résidence des ducs de Bavière de la maison de Wittelsbach.

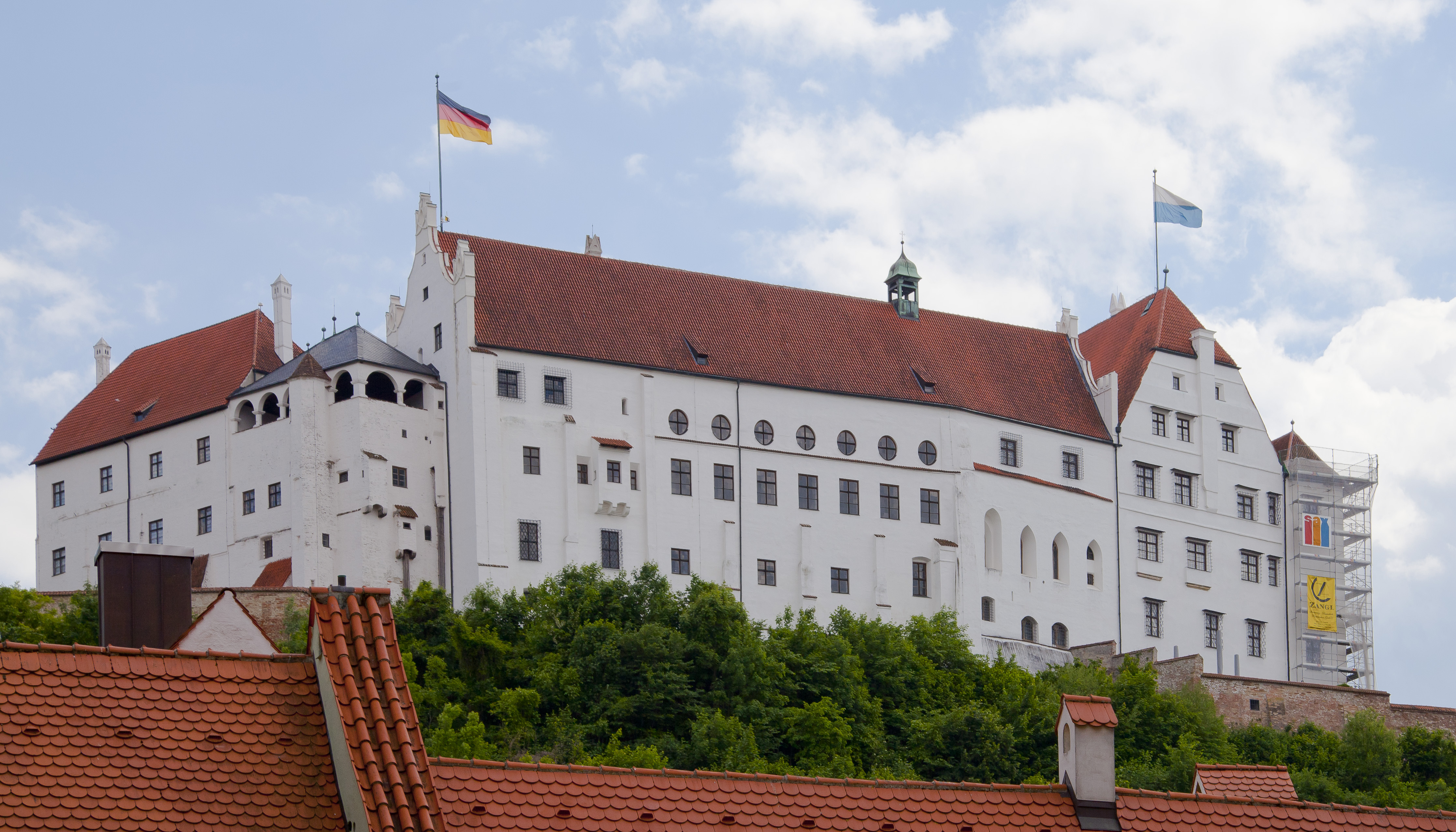
Château de Trausnitz à Landshut
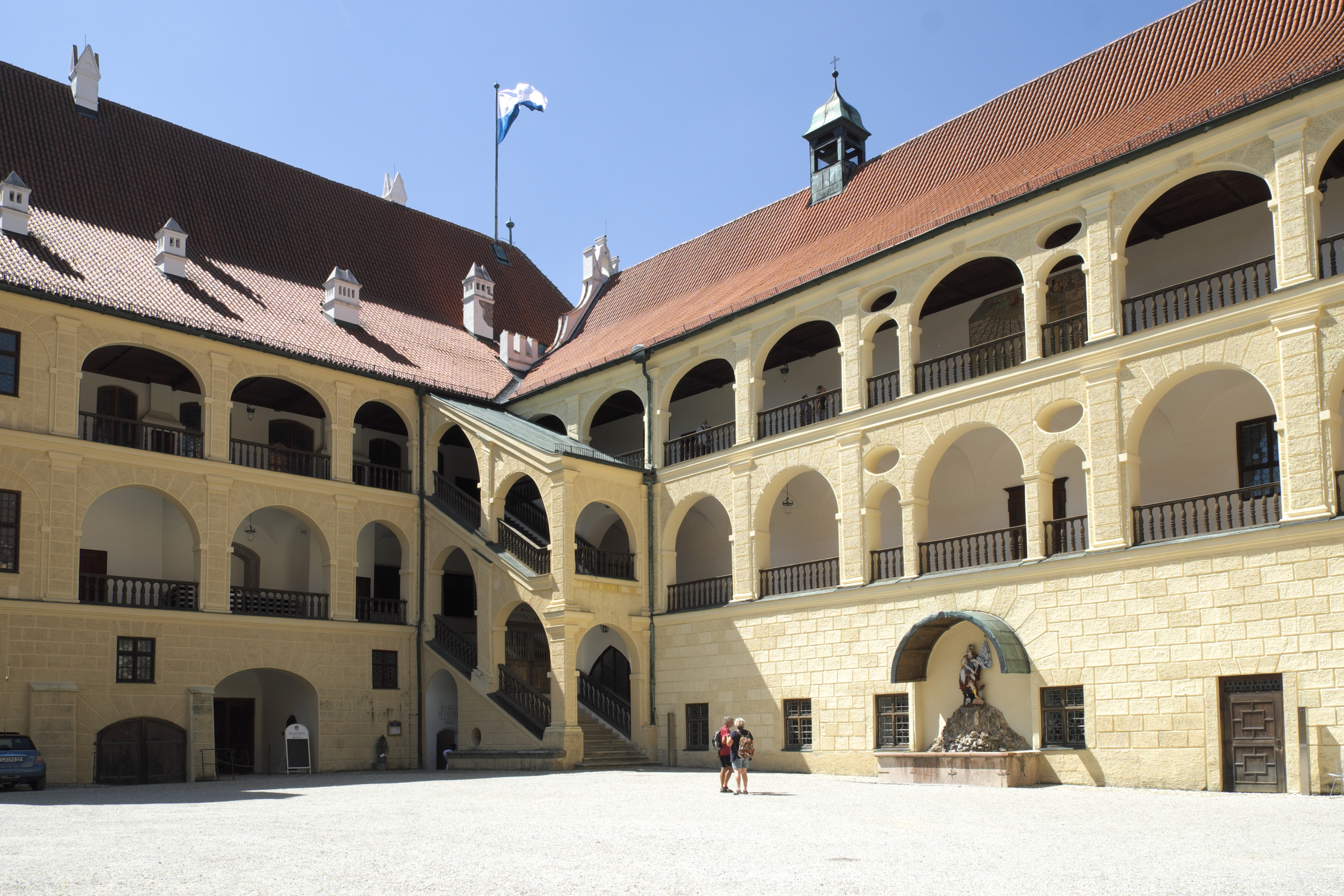